# Kernel.org
kernel.org é o principal ponto de distribuição de código fonte para o núcleo do Linux, que á a base do sistema operacional Linux. O website e a infraestrutura relacionada, que são operadas pela Organização do Kernel do Linux, hospeda os repositórios que disponibilizam todas as versões do código fonte do núcleo para todos os usuários. O propósito principal do kernel.org é hospedar repositórios usados pelos desenvolvedores e mantenedores do núcleo do Linux de várias distribuições Linux. Além disso, ele hospeda vários outros projetos ou seus espelhos, incluindo o Projeto de Documentação do Linux (LDP) e CPAN.
Desde agosto de 2014, o kernel.org fornece segurança adicional demandando autenticação de dois fatores para commites realizado para repositórios Git que contêm código fonte do núcleo do Linux, com suporte a soft tokens e hard tokens.

## Ataque em 2011
Em 28 de agosto de 2011, os desenvolvedores do kernel.org perceberam que houve uma grande falha na segurança. Os invasores obtiveram acesso root ao sistema e adicionaram um trojan aos scripts de inicialização. Os desenvolvedores reinstalaram todos os servidores e investigaram a origem do ataque. É provável, embora não confirmado, que a invasão do kernel.org esteja relacionada às intrusões dos sites LinuxFoundation.org e Linux.com que foram determinadas logo em seguida.
O Git, um sistema de gerenciamento de fonte distribuído e de código aberto projetado para garantir a integridade do código-fonte, é usado para acompanhar as mudanças no código-fonte do Linux. Isso e o fato de o código-fonte estar disponível para qualquer pessoa e ser amplamente conhecido, faz com que qualquer tentativa de adulterar o código-fonte seja fácil de detectar e reverter, se necessário. Tudo isso faz com que o kernel.org não seja o repositório primário, mas sim um ponto de distribuição das fontes do kernel.
O kernel.org retornou on-line em novembro de 2011, com exceção de alguns serviços secundários. A partir de setembro de 2013, no entanto, os mantenedores do site ainda não haviam publicado um relatório de como a violação ocorreu.